# Sky Mali
L'âme des grands voyageurs
Sky Mali est une compagnie aérienne malienne. Le projet prend forme en 2019 et  elle fut fondée officiellement en juillet 2020 grâce à des fonds privés et commença ses activités en 2020 en pleine pandémie de Covid-19. Se basant à Bamako avec pour hub l'aéroport international Modibo Keïta, Sky Mali a pour objectif de desservir les principaux aéroports du Mali et plus tard d'autres pays africains, le Moyen-Orient et l'Europe reprenant ainsi le flambeau de l'ex-compagnie nationale malienne Air Mali.

## Histoire
La compagnie fit sa première apparition en fin 2019. Elle fut le produit des efforts conjugués de El Hadj Baba Haidara et de la holding d’investissements émiratis "Al Sayegh Group" avec l'aide du gouvernement malien. Le Sénégalais Tahir Ndiaye fut placé à la direction générale.
La compagnie a reçu son premier avion, un Boeing 737-500, le 24 mars 2020, une acquisition propre précisa Tahir Ndiaye. Le premier vol commercial fut le 15 septembre 2020 avec comme destination la région de Kayes au Mali. La compagnie loua plus tard un Embraer ERJ 145 qui arriva au hub le 15 septembre 2020, la compagnie espère acquérir d'autres avions dans le futur tel qu'un Boeing 737-800 et des ATR 72 ou des avions tel que le Boeing 737 Max ou encore des Airbus,.
Après Kayes, Sky Mali commença  peu à peu tisser son réseau local  avec l'ouverture de lignes Gao et Tombouctou auquel Mopti s'ajouta quelque temps après. Elle fit son premier vol international le 28 juillet 2021 à Dakar et continua à s'étendre 12 jours après, le 9 août avec l'ouverture de deux nouvelles destinations: Cotonou et Libreville. Elle envisage continuer l'ouverture de lignes en Afrique puis commencera à s'attaquer à l'Europe puis au Moyen-Orient, .
La holding d’investissements émiratis Al Sayegh Group est le principal investisseur de Sky Mali, l'entreprise espère en avoir d'autres comme le gouvernement malien.
Conformément à son engagement, le Sénégalais Tahir Ndiaye a quitté ses fonctions de directeur général de Sky Mali le 31 décembre 2023, au terme de son second mandat à ce poste. Sa succession a été confiée à son ancien bras droit, Aïcha Haidara Doucouré. Elle avait rejoint la compagnie en qualité de directrice des finances et du contrôle de gestion en octobre 2020.

## Flotte
Au 22 février 2024, :
| Appareil        | En service | En commande ou prévus | Passagers | Notes                        |
| --------------- | ---------- | --------------------- | --------- | ---------------------------- |
| Boeing 737-400  | 1          |                       | 108       |                              |
| Boeing 737-500  | 1          |                       | 114       |                              |
| Boeing 737-800  |            | 1                     | 162       |                              |
| Embraer ERJ 145 | 1          |                       | 50        | Inaperçu depuis Février 2021 |
| Beechcraft 1900 |            | 1                     | 19        |                              |
| Xian MA60       |            | 2                     | 60        |                              |
| TOTAL           | 3          | 4                     | 513       |                              |

## Destinations
| Pays          | Ville          | Aéroport                                       | Aéroport | Aéroport | Note   | Note    | Note            |
| Pays          | Ville          | Nom                                            | OACI     | IATA     | Ouvert | Bientôt | Note écrite     |
| ------------- | -------------- | ---------------------------------------------- | -------- | -------- | ------ | ------- | --------------- |
| Mali          | Bamako         | Aéroport international Modibo Keïta            | GABS     | BKO      | X      |         |                 |
| Mali          | Kayes          | Aéroport international de Kayes Dag Dag        | GAKY     | KYS      | X      |         |                 |
| Mali          | Gao            | Aéroport international de Gao Korogoussou      | GAGO     | GAQ      | X      |         |                 |
| Mali          | Tombouctou     | Aéroport international de Tombouctou           | GATB     | TOM      | X      |         |                 |
| Mali          | Mopti          | Aéroport international de Mopti Ambodédjo      | GAMB     | MZI      | X      |         |                 |
| Mali          | Kéniéba        | Aérodrome de Kéniéba                           | GAKA     | KNZ      |        | X       |                 |
| Mali          | Nioro-du-Sahel | Aérodrome de Nioro                             | GANR     | NIX      |        | X       |                 |
| Mali          | Kidal          | Aérodrome de Kidal                             | GAKL     |          |        | X       |                 |
| Mali          | Yélimané       | Aérodrome de Yélimané                          | GAYE     | EYL      |        | X       |                 |
| Bénin         | Cotonou        | Aéroport international de Cotonou              | DBBB     | COO      | X      |         | Suspendu        |
| Gabon         | Libreville     | Aéroport international Léon-Mba                | FOOL     | LBV      | X      |         | Suspendu        |
| Sénégal       | Dakar          | Aéroport international Blaise-Diagne           | GOBD     | DSS      | X      |         | Partage de code |
| Guinée        | Conakry        | Aéroport international Ahmed Sékou Touré       | GUCY     | CKY      | X      |         | Suspendu        |
| Burkina Faso  | Ouagadougou    | Aéroport international de Ouagadougou          | DFFD     | OUA      | X      |         | Partage de code |
| Niger         | Niamey         | Aéroport international Diori-Hamani            | DRRN     | NIM      | X      |         |                 |
| Sierra Leone  | Freetown       | Aéroport international de Lungi                | GFLL     | FNA      |        | X       | Partage de code |
| Gambie        | Banjul         | Aéroport international de Banjul               | GBYD     | BJL      |        | X       | Partage de code |
| Nigeria       | Lagos          | Aéroport international Murtala-Muhammed        | DNMM     | LOS      |        | X       | Partage de code |
| Côte d'Ivoire | Abidjan        | Aéroport international Félix-Houphouët-Boigny  | DIAP     | ABJ      | X      |         | Partage de code |
| Mauritanie    | Nouakchott     | Aéroport international de Nouakchott-Oumtounsy | GQNO     | NKC      |        | X       | Partage de code |
| Ghana         | Accra          | Aéroport international de Kotoka               | DGAA     | ACC      |        | X       | Partage de code |
| Cameroun      | Yaoundé        | Aéroport international de Yaoundé-Nsimalen     | FKYS     | NSI      |        | X       | Partage de code |
| Total         | Total          | 22                                             | 22       | 22       | 11     | 11      |                 |